# Pseudepipona macrocephala
Pseudepipona macrocephala är en stekelart som först beskrevs av Giovanni Gribodo.
Pseudepipona macrocephala ingår i släktet Pseudepipona och familjen Eumenidae. Inga underarter finns listade i Catalogue of Life.